# 片岡宏介
片岡 宏介（かたおか こうすけ、1972年12月4日 - ）は、日本の作曲家、編曲家。東京都目黒区出身。慶應義塾普通部、慶應義塾高等学校、慶應義塾大学経済学部卒業。

## 作品

### 映像作品
- 鉄拳パラパラ漫画「受け継がれる仁」音楽制作（2014年）国立科学博物館「医は仁術」展公開作品
- 『箱根★サン＝テグジュペリ 星の王子さまミュージアム ロマンティック・スターリー・ナイト』イルミネーション&プロジェクションマッピングショー 音楽制作（2017年-2018年）

### 企業VP・CM
- 西山精密板金　企業VP音楽制作
- チューリッヒ保険　ラジオCM音楽制作
- アマダ　企業VP（2004年-2014年）-ヨーロッパ各地での展示会、国内イベント用など多数音楽制作
- 東京トヨペット「あたらしい道を、あなたと」企業VP音楽制作（2006年）
- アクセンチュア
  - 「Wheelchair racer Kazumi Nakayama-車いす陸上選手中山和美」VP音楽制作（2014年）
  - 「NEW TYPEになろう」企業VP音楽制作（2015年）
- ハイブリッドマム株式会社　TVCM音楽制作（2017年）
- バンダイ「ユニトロボーン」TVCM・商品VP音楽制作（2022年）

### 映画
- 十年愛（2008年）
- まいっちんぐマチコ先生7（2009年）
- 学校裏サイト（2009年）第2回ケータイホラー小説大賞受賞作品
- BADBOYS（2011年）

### TVドラマ
- のぞき屋（2007年、テレビ東京）

### ラジオ
- 荒川強啓 デイ・キャッチ!（TBSラジオ）OPテーマ曲（2013年1月-）、ジングル、BGM制作
- 荻上チキ・Session-22（TBSラジオ）番組内SE制作
- 麻木久仁子のニッポン政策研究所（TBSラジオ）ジングル制作
- ラジオぞうさん（FM西東京）OP曲制作

### ファッションショー
- H.P.FRANCE(France et Carroll)ファッションショー＠渋谷AX （2002年）
  - 音楽制作。
  - 映像と音楽のみでのショーで注目される。
  - 3000人の集客を記録。

### イベント
- 佐賀競馬〈特別・特選〉〈一般〉ファンファーレ&入場曲作曲（2022年）

### 音楽イベント
- パンダ音楽祭（2012年-）「パンダ音楽祭テーマソング」編曲
- おうちでパンダ音楽祭（2020年）「イベント内BGM」制作

### CD
- Ricarope『PIANOVEL』（2004年、LD&K）
  - Co-produce、編曲、ギター、パーカッション、メロディオンで参加。ベースに沖井礼二、ドラムに原"GEN"秀樹を迎えて制作。
- ピュアロマンス『ピュアロマンス』（2007年、シフォンレーベル）
  - 2.「Pure Romance-宅八郎［メカヤクザ］REMIX-」共同リミックス
- organs café『cafe au lait bowl』 （2007年、bouncy records）
  - 1.「ラディラ～will do」作曲
- すみれ『届きますか・・・』（2008年、FOR STAR Records）
  - 2.「宝人」共同作曲、編曲
- HAMA『Let's EAT』（2008年、BIG TREE RECORD）
  - 9.「ふるさと」作曲、編曲
- Chupi*Chupi『I.P.999』（2009年、ORANGE RECORDS）
  - 10.「アルテア第4惑星の逆襲 -オタク・ リミックス-」宅八郎 [DJメカヤクザ]とIL GATTO名義で共同リミックス
- 小林梓
  - 3rd Maxi Single『妄想プロローグ』（2016年、SONIA RECORD）
    - 1.「妄想プロローグ」作曲・編曲・ギター
    - 2.「輪廻」作曲・編曲・ギター

  - 4th Maxi Single『ピンクのマーガレット』（2018年、Metamorphose Music Entertainment）
    - 1.「ピンクのマーガレット」編曲・ギター・ベース・プログラミング
    - 2.「Ever Changing〜夢々〜」作曲・編曲・ギター・ベース・プログラミング
    - 3.「銀月」作曲・編曲・ギター・ベース・プログラミング
    - 4.「白い糸」編曲・ギター・ベース・プログラミング

### DVD
- 東北新社　HDショートフィルム企画 『ぷちむー』（2003年）
  - 2.「Falling in Love」（dir.永野知朗　pr.佐藤慶）作曲・編曲
- 海外マーケティングドキュメンタリーDVDシリーズ『ジャーニー（コロラド篇）』音楽制作

### 企業イメージソング
- ホシケミカルズ株式会社 イメージソング
  - 「ほしのみち」作曲・編曲
- 高木工業株式会社 イメージソング&社歌
  - 「明日を信じて」作曲・編曲・ギター・ベース
  - 「繋ぐ想い」作曲・編曲・ギター・ベース
- 株式会社レヴェランス 英国ロイヤルアカデミーオブダンス公認バレエスクール〈バレエ・レヴェランス〉イメージソング
  - 「For Reverence」作曲、編曲

### PCソフト
- 株式会社トリワークス　デジタルアルバム作成ソフト 音楽制作